# David Villalba
David Raúl Villalba Candía (San Lorenzo, Paraguay; 13 de abril de 1982) es un exfutbolista y entrenador paraguayo.

## Selección nacional
Formó parte de la Selección de Paraguay sub-17 y sub-20. 
También fue parte de la Selección de mayores.

### Participaciones en Copas del Mundo
- Copa del Mundo sub-17 de 1999
- Copa del Mundo sub-20 de 2001

## Clubes

### Como jugador
| Club             | País      | Año         |
| ---------------- | --------- | ----------- |
| Olimpia          | Paraguay  | 2002 - 2005 |
| Sportivo Luqueño | Paraguay  | 2006        |
| Tacuary FBC      | Paraguay  | 2006        |
| Olimpia          | Paraguay  | 2007        |
| Deportes Tolima  | Colombia  | 2008        |
| 12 de Octubre FC | Paraguay  | 2009        |
| Blooming         | Bolivia   | 2010        |
| C.A.I            | Argentina | 2010        |
| River Plate      | Paraguay  | 2016        |
| General Díaz     | Paraguay  | 2017 - 2018 |
| FBC Melgar       | Perú      | 2019        |
| General Díaz     | Paraguay  | 2020        |

### Como entrenador
| Club        | País     | Año  |
| ----------- | -------- | ---- |
| Recoleta FC | Paraguay | 2023 |

## Participaciones internacionales
| Torneo                 | Club         | País     |
| ---------------------- | ------------ | -------- |
| Copa Libertadores 2003 | Olimpia      | Paraguay |
| Copa Libertadores 2004 | Olimpia      | Paraguay |
| Copa Libertadores 2007 | Tacuary FC   | Paraguay |
| Copa Libertadores 2010 | Blooming     | Bolivia  |
| Copa Sudamericana 2018 | General Díaz | Paraguay |